# Ammomane élégante

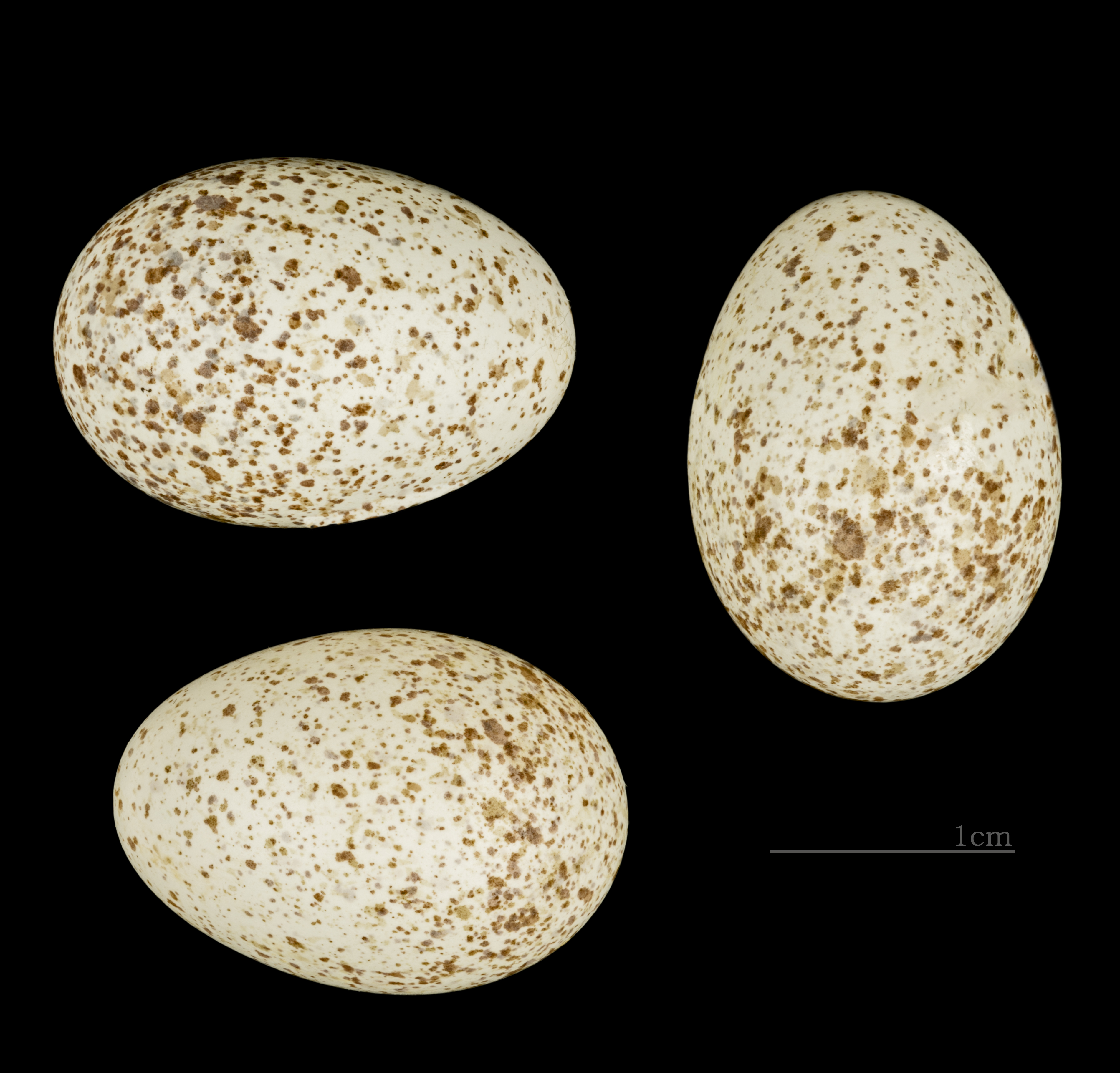
Œufs dAmmomanes cinctura arenicolor, Muséum de Toulouse

Ammomanes cinctura
Espèce
Statut de conservation UICN

 LC  : Préoccupation mineure
L'Ammomane élégante (Ammomanes cinctura) est une espèce de passereaux qui appartient à la famille des alaudidés.

## Systématique
L'espèce a été décrite par l'ornithologue britannique John Gould en 1839, sous le nom initial de Melanocorypha cinctura.

### Synonymie
- Melanocorypha cinctura Gould, 1839 protonyme
- Ammomanes cincturus

### Taxinomie
D'après le Congrès ornithologique international, cette espèce est constituée des sous-espèces suivantes :
- Ammomanes cinctura cinctura  (John Gould, 1839) ; présente sur l'île du Cap-Vert ;
- Ammomanes cinctura arenicolor (Sundevall, 1850) ; des déserts d'Afrique du Nord jusqu'à la péninsule du Sinaï et à l'ouest de l'Arabie ;
- Ammomanes cinctura zarudnyi  Hartert, 1902 ; est de l'Iran, sud de l'Afghanistan et sud du Pakistan.